# Lauren Hough
Lauren Hough (* 11. April 1977 in Goshen, New York) ist eine US-amerikanische Springreiterin.
Im Februar 2012 befand sie sich auf dem 38. Rang der Weltrangliste.

## Privates
Hough wurde als Tochter des Springreiters Champ Hough und der Vielseitigkeitsreiterin Linda Hough geboren. Sie lebt in Wellington (Florida) und in Belgien. Lauren Hough lebt mit Mark Phillips zusammen.

## Werdegang

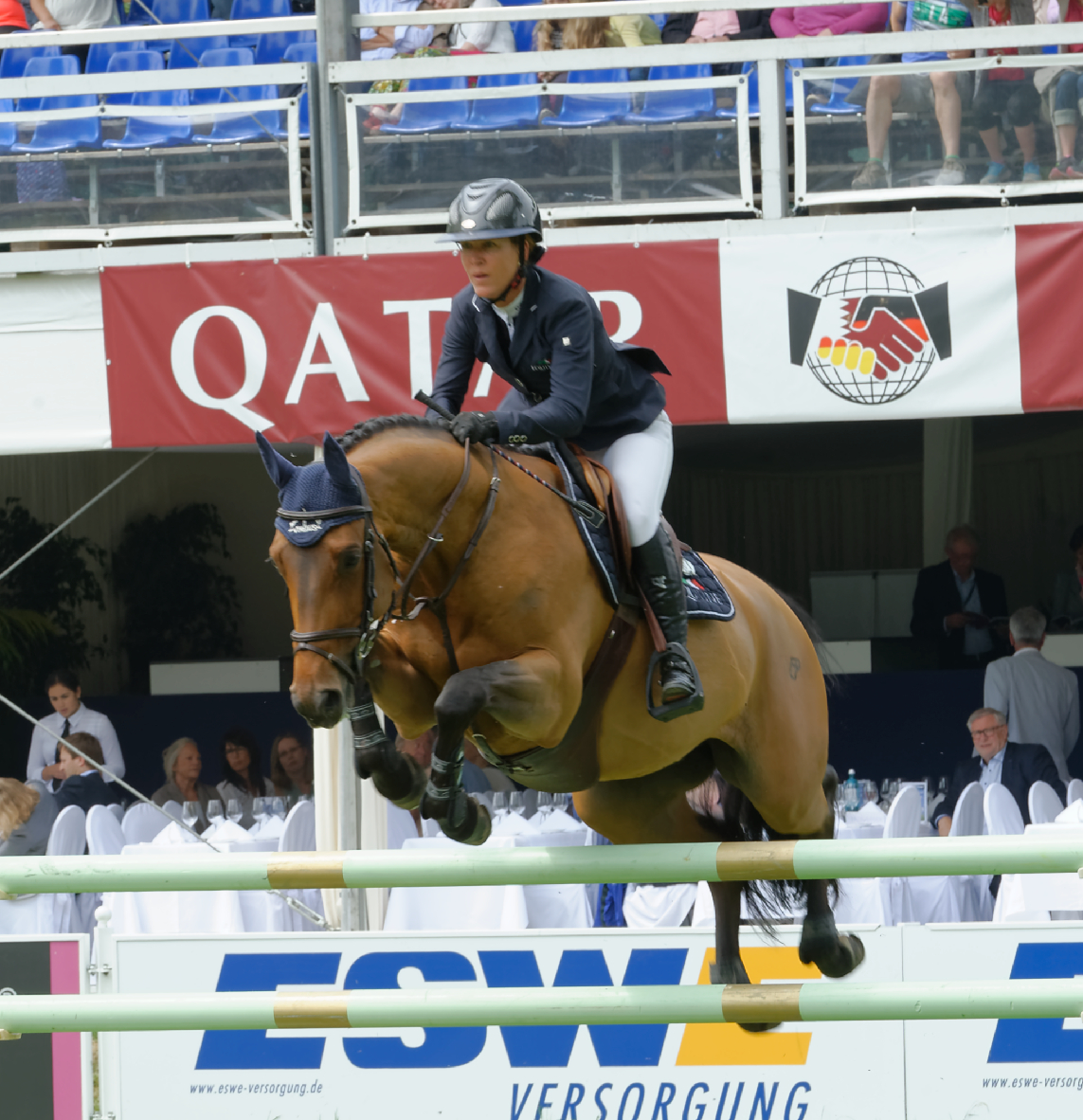
Lauren Hough auf Upfront beim CSIYH* in Wiesbaden 2015

Im Jahr 2000 startete sie bei den Olympischen Spielen in Sydney und belegte mit dem Team Rang sechs und im Einzel Platz fünfzehn. 2009 gewann sie mit dem US-Team den Nationenpreis in Rom. Bei den Panamerikanischen Spielen 2003 gewann sie mit Windy City im Rahmen der US-amerikanischen Mannschaft Mannschaftsgold. Vier Jahre später gewann sie dort mit Casadora Mannschaftsbronze und wurde in der Einzelwertung 26.
Im Mai 2010 gewann sie mit Quick Study die Global-Champions-Tour-Etappe beim Hamburger Derby.
Am 17. November 2011 stürzte sie beim Stuttgart German Masters mit ihrer Stute Blue Angel schwer, als diese in der Mauer hängen blieb. Sie verließ die Arena zu Fuß, nach einer Untersuchung im Krankenhaus wurde allerdings einige Rippenbrüche sowie eine Schultereckgelenksprengung diagnostiziert. Außerdem war ein Lungenflügel kollabiert und die Sehfähigkeit eingeschränkt. Drei Tage darauf wurde sie aus dem Krankenhaus entlassen und flog Ende November zur Genesung nach Wellington.
Bei den Panamerikanischen Spielen 2015 in Toronto gewann sie mit Ohlala sowohl in der Einzel- wie auch in der Mannschaftswertung die Bronzemedaille.

## Pferde
aktuell:

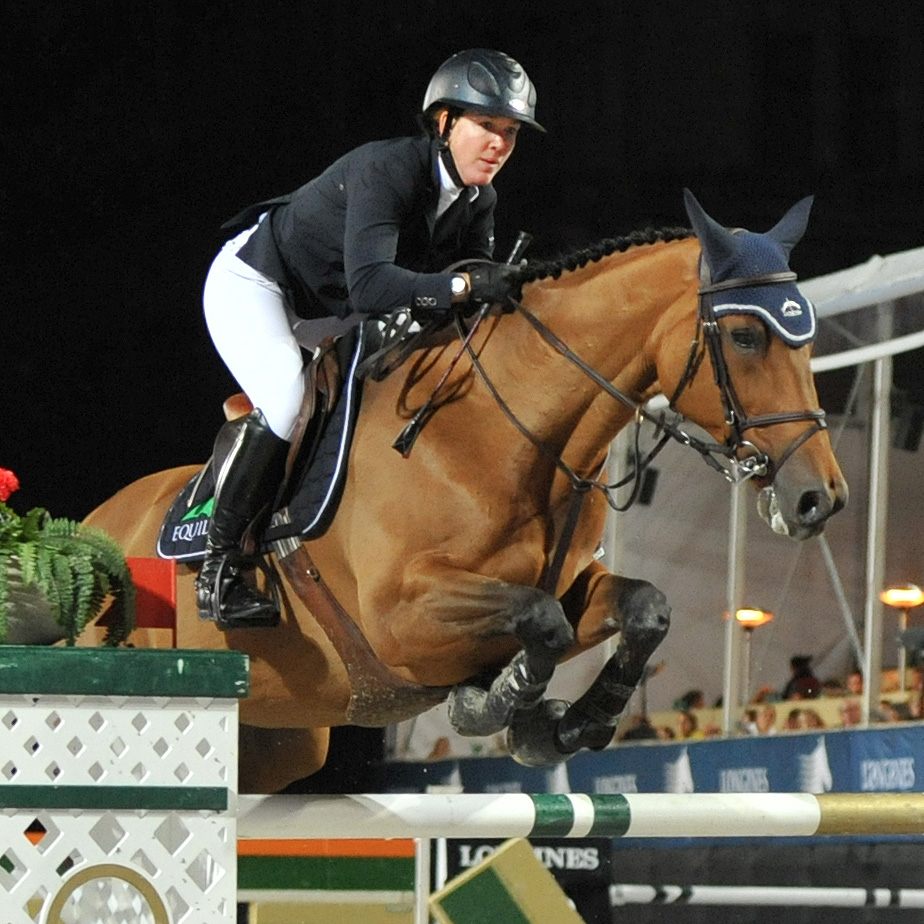
Lauren Hough mit Quick Study beim CSI 5* Wien 2013

- Lily Elmare (* 2011), Australisches Warmblut Scheckstute, Vater: Copabella Visage, Muttervater: unbekannt

ehemals:
- Ohlala (* 2004), braune Schwedische Warmblut-Stute, Vater: Orlando, Cardento[8]; 2019 in die Zucht verabschiedet[9]
- Quick Study (* 1999), Selle Français, Wallach, Brauner, Besitzer: Laura & Meredith Mateo, 2016 in den Ruhestand verabschiedet[10]
- Windy City (* 1992), Holsteiner, Stute, Besitzer: Peppercorn Ltd.
- Casadora (ehemals Okadora) (* 1996), KWPN, Fuchsstute, Vater: Indoctro, Muttervater: Grannus, Besitzer: Laura & Meredith Mateo; zuletzt 2012 im internationalen Sport eingesetzt[11]
- Prezioso S (* 1996), brauner Oldenburger, Hengst, Vater: Pilox, Muttervater: Syndikat; zuletzt 2010 im internationalen Sport eingesetzt[12]
- Available Versace (* 2002), KWPN, Wallach, Fuchs, Vater: Goodtimes, Muttervater: Alexis; ab 2013 von Paolo Adamo Zuvadelli geritten, zuletzt 2014 im internationalen Sport eingesetzt[13]
- Blue Angel (ehemals Luidelle V) (* 2002), braunes Anglo Europäisches Sportpferd Stute, Vater: Luidam, Muttervater: Ascendant; seit 2013 von Kent Farrington geritten[14], zuletzt im August 2017 im internationalen Sport eingesetzt
- Canamera 2 (* 2009), braune Holsteiner Stute, Vater: Clarimo Ask, Muttervater: Carthago, zuletzt im Dezember 2021 im internationalen Sport eingesetzt
- Paloma (* 2006), braune Holsteiner Stute, Vater: Canaletto S, Muttervater: Henzo de la Brasserie, seit Januar 2024 von James Wingrave geritten
- Casiano (* 2014), Anglo Europäisches Sportpferd Schimmelhengst, Vater: Casino Berlin OLD, Muttervater: Iroko, seit Januar 2023 von Chandler Meadows geritten
- Tamuin LS (* 2014), Mexikanisches Reitpferd Fuchshengst, Vater: Telstar de la Pomme, Muttervater: Galoubet A, seit März 2024 von Kathrin Stolmeijer geritten
- Waterford (* 2003), brauner KWPN-Wallach, Vater: Coolcorron Cool Diamond, Muttervater: unbekannt, zuletzt im Februar 2020 im internationalen Sport eingesetzt
- Valinski S (* 2002), brauner KWPN-Wallach, Vater: Nijinski, Muttervater: Julius, zuletzt im Februar 2020 von Jonathon Millar im internationalen Sport eingesetzt
- Joblesse (* 2009), braunes Belgisches Warmblut Stute, Vater: Clinton I, Muttervater: unbekannt, zuletzt im März 2019 im internationalen Sport eingesetzt

## Erfolge

### Weltcupfinale
- 2002, Leipzig: 14. Rang mit Windy City
- 2008, Göteborg: 14. Rang mit Quick Study
- 2010, Le Grand-Saconnex bei Genf: 18. Rang mit Quick Study

### Weitere Erfolge (Auswahl)
- 2000: 2. Platz in der Weltcupprüfung von Washington D.C. (CSIO-W) mit Windy City
- 2001: 1. Platz in der Weltcupprüfung von New York (CSI-W) mit Windy City
- 2004: 1. Platz in der Weltcupprüfung von Washington D.C. (CSI-W) mit Windy City
- 2006: 3. Platz im Großen Preis von Bridgehampton (CSI-W) mit Casadora, 2. Platz in der Weltcupprüfung von Washington D.C. (CSI-W) mit Casadora
- 2007: 1. Platz im Großen Preis von Lexington, KY (CSI 3*) mit Casadora, 1. Platz im Großen Preis eines CSI 5* in Calgary-Spruce Meadows mit Casadora, 4. Platz in der Weltcupprüfung von Syracuse, NY (CSI 4*-W) mit Casadora
- 2008: 3. Platz im Großen Preis eines CSI 4* in Calgary-Spruce Meadows mit Casadora, 2. Platz in der Weltcupprüfung von Toronto (CSI 4*-W) mit Quick Study, Sieg mit der US-amerikanischen Mannschaft im Nationenpreis von Calgary-Spruce Meadows (CSIO 5*) mit Quick Study
- 2009: 3. Platz im Großen Preis von Wellington, FL (CSIO 4*) mit Naomi, 2. Platz in der Weltcupprüfung von Helsinki (CSI 4*-W) mit Quick Study, Sieg mit der US-amerikanischen Mannschaft im Nationenpreis von Rom (CSIO 5*) mit Quick Study
- 2010: 1. Platz im Großen Preis von Hamburg (GCT-Wertungsprüfung, CSI 5*) mit Quick Study, 2. Platz im Großen Preis von Caen (CSI 4*) mit Prezioso S, 4. Platz im Großen Preis von Paris-Villepinte (CSI 5*) mit Quick Study
- 2011: 1. Platz im Großen Preis des CSIO 4* Wellington FL mit Quick Study, 3. Platz im März-Weltcupspringen in Wellington FL (CSI 4*-W) mit Quick Study, 1. Platz im Großen Preis von Dublin (CSIO 5*) mit Quick Study, 1. Platz im Großen Preis von Saint-Lô (CSI 3*) mit Quick Study, 1. Platz im Großen Preis von Caen (CSI 3*) mit Blue Angel
- 2012: 3. Platz in einem Großen Preis in Wellington FL (CSI 2*) mit Blue Angel, 3. Platz in einem Großen Preis in Wellington FL (CSI 5*) mit Quick Study, 2. Platz im Großen Preis von Del Mar CA (CSI 3*) mit Blue Angel, 2. Platz im Großen Preis von De Steeg (CSI 3*) mit Quick Study
- 2013: 2. Platz in einem Großen Preis in Oliva (CSI 2*) mit Ohlala, 2. Platz im Nationenpreis von Rotterdam (CSIO 5*) mit Quick Study
- 2014:
  - 2. Platz in einem Großen Preis in Wellington FL (CSI 3*) mit Ohlala, 1. Platz in einem Großen Preis in Wellington FL (CSI 4*) mit Lazio, 1. Platz im Großen Preis von Miami FL (CSI 3* 'American Invitational') mit Ohlala, 3. Platz in der Badenia (CSI 3* Mannheim) mit Ohlala, 2. Platz im Großen Preis von Wolvertem (CSI 3*) mit Ohlala
  - Nationenpreise: 1. Platz in der Trostprüfung des Nationenpreisfinals (CSIO 5*) mit Rothchild

(Stand: 26. Juli 2015)